# Quatuor no 4 pour flûte et cordes de Mozart
Le Quatuor no 4 pour flûte et cordes en la majeur, K. 298, est le dernier quatuors composés par Wolfgang Amadeus Mozart pour flûte, violon, alto et violoncelle. À la différence des trois précédents, il n'est pas une commande de l'amateur Ferdinand De Jean. Cette pièce a été écrite comme passe-temps probablement à Vienne vers la fin de 1786 ou en 1787.

## Structure
Ce quatuor est en trois mouvements :
1. Andante, tema con variaciones, en la majeur, à , thème et quatre variations
2. Menuetto et Trio, en ré majeur, à 
, 16 + 16 mesures
3. Rondeau: Allegretto grazioso, en la majeur, à 
, 189 mesures

Durée de l'interprétation : environ 11 minutes
Première reprise du thème Andante (flûte) :
Première reprise du Menuetto (flûte) :
Introduction du Rondeau: Allegretto grazioso (flûte) :
Alfred Einstein voit dans cette œuvre, « Mozart donner libre cours à son mépris et à sa fureur devant la platitude de certaines musiques italiennes à succès ».
L'andante à variations initial a pour thème un air tiré de l'opéra de Paisiello Le Gare generose, qu'il avait pu voir à Prague au début de 1787.
Le Rondo final utilise une ariette de Paisiello. Ce troisième mouvement se fait remarquer par son indication de tempo très détaillée et un ton quasi humoristique : « Rondieaux: Allegretto grazioso, mà non troppo presto, però non troppo adagio. Così-così—con molto garbo ed espressione ».